# Frank Nonnenmacher

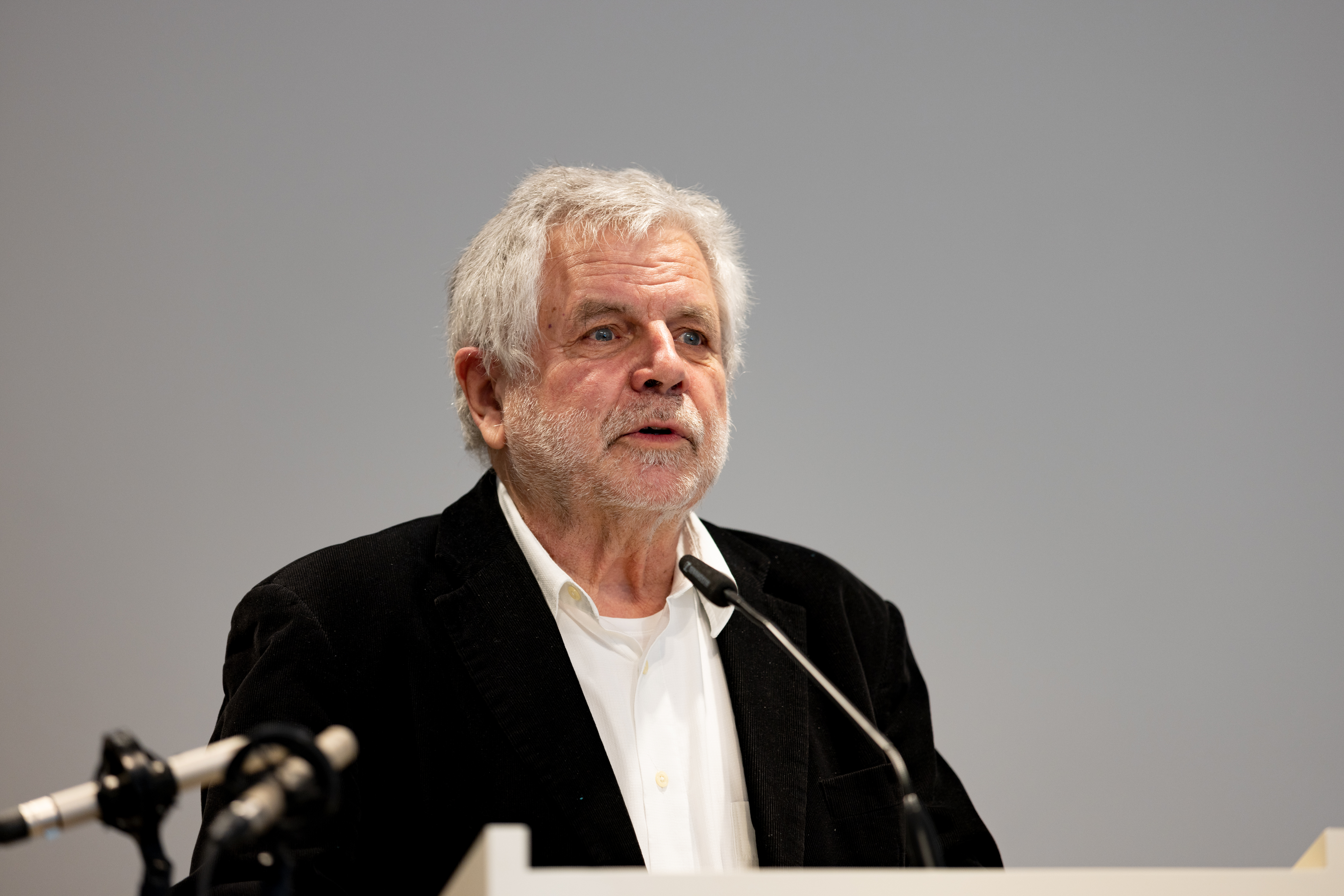
Frank Nonnenmacher

Frank Nonnenmacher (* 30. Juni 1944 in Monsheim) ist ein deutscher Sozialwissenschaftler und emeritierter Professor für Didaktik der Sozialwissenschaften und der Politischen Bildung an der Johann Wolfgang Goethe-Universität in Frankfurt am Main und Autor.

## Leben
Frank Nonnenmacher wurde als Sohn des Bildhauers und Künstlers Gustav Nonnenmacher und seiner Ehefrau Ingeborg geboren. Im Jahre 1966 absolvierte er sein Abitur am Rudi-Stephan-Gymnasium in Worms am Rhein. Anschließend wurde er zum Wehrdienst eingezogen, verpflichtete sich als „Soldat auf Zeit“ und verließ die Bundeswehr nach zwei Jahren. 1971 wurde er in mündlicher Verhandlung als Kriegsdienstverweigerer anerkannt.
Nach dem Ersten Staatsexamen seines Lehramtsstudiums wechselte er 1971 nach Hessen, legte dort 1974 sein Zweites Staatsexamen ab und trat in den hessischen Schuldienst ein. Er arbeitete vorwiegend an Integrierten und Kooperativen Gesamtschulen im Landkreis Bergstraße.
Von 1974 bis 1977 absolvierte Nonnenmacher ein berufsbegleitendes Zweitstudium der Politikwissenschaft und Pädagogik an der Universität in Heidelberg und an der Universität Frankfurt am Main.
1984 promovierte Frank Nonnenmacher in Frankfurt am Main mit seiner Arbeit „Politisches Handeln von Schülern der Sekundarstufe I“. Von 1977 bis 1987 war er Mitarbeiter in den Leistungsteams am Hessischen Institut für Lehrerfortbildung (HILF) im Schwerpunkt „Sozialkunde/Gesellschaftslehre“.
1978 bis 1988 war Nonnenmacher Mitglied der Rahmenrichtlinien-Fachgruppe für Gesellschaftslehre, Sekundarstufe I (sog. Curriculums-Kommission) am Hessischen Institut für Bildungsplanung und Schulentwicklung (HIBS) beim Hessischen Kultusministerium; zuletzt war Nonnenmacher federführend in dieser Kommission.
Im Jahre 1989 unterrichtete Nonnenmacher als Gastlehrer an Schulen im Departement Creuse in Frankreich. Von 1984 bis 1991 hatte er eine nebenberufliche Tätigkeit als Lehrbeauftragter und Publikationstätigkeit im Bereich politikdidaktischer Theorie, Curriculumentwicklung und fachbezogene Schulbuchanalyse. Von 1991 bis 1996 war er Pädagogischer Mitarbeiter am Fachbereich Gesellschaftswissenschaften der Johann Wolfgang Goethe-Universität in Frankfurt a. M. 1996 wurde er in Frankfurt a. M. Oberstudienrat im Hochschuldienst.
Von 1995 bis 1998 war Nonnenmacher Mitherausgeber der Zeitschrift „Praxis Politik“ (Westermann-Verlag), in der er zahlreiche Artikel zu Einzelaspekten der Politischen Bildung veröffentlichte. Im Jahre 1998 habilitierte er an der Universität Kassel zum Thema „Politisches Lernen in der Schule. Begründung einer fachdidaktischen Konzeption“. Ab Dezember 1999 war Nonnenmacher Professor für Didaktik der Sozialwissenschaften an der Johann Wolfgang Goethe-Universität zu Frankfurt a. M., bevor er 2008 emeritiert wurde. In der Folge engagierte sich Nonnenmacher für die Anerkennung der sogenannten „Asozialen“ und „Berufsverbrecher“ als Opfer des Nationalsozialismus.

## Werk
Im Zentrum der wissenschaftlichen Arbeit Nonnenmachers stand von Anfang an die Entwicklung einer politikdidaktischen Konzeption, die auf einer kritischen Gesellschaftsanalyse fußt. Sie muss sich des Widerspruchs bewusst sein, der darin besteht, in der strukturell hierarchischen und regelbefolgenden Institution Schule das Ziel der demokratischen Selbstbestimmung von zur Autonomie fähigen Subjekten zu verfolgen. Lehrer stehen unter dem paradoxen Imperativ des „Sei autonom!“ wie auch der unvermeidbaren Bewertungsubiquität. Sie müssen innerhalb dieser Zwänge handeln können, ohne an ihnen zu verzweifeln.
Die Trias „Sehen – Beurteilen – Handeln“ von Wolfgang Hilligen wird in Nonnenmachers Konzeptionsentwicklung konkretisiert, indem er das „Sehen“ als die permanente Beobachtung der gesellschaftlichen Wirklichkeit, der sozialen Kämpfe, der politischen Auseinandersetzungen, der öffentlichen Debatten und der Krisenentwicklung versteht. Beim „Beurteilen“ soll es nicht um die Entfaltung eines pluralistischen Einschätzungsspektrums gehen, sondern Urteile gewonnen werden, die sich an den Toleranz-, Antifaschismus-, Sozial- und Gerechtigkeitspostulaten der Menschenrechte und der Aufklärung (letztlich auch des keineswegs wertneutralen Grundgesetzes) orientieren. Das „Handeln“ versteht er in Abgrenzung zur „Engagementpolitik“ der Bundesregierung, die sich damit begnügt, den Abbau des Sozialstaates durch fürsorgliche Privatinitiativen abzufedern, als das gesellschaftliche und politische Engagement, das auf der Basis der erfolgten Analyse die Veränderung der kritisierten Zustände anstrebt. Als einer der wenigen Politikdidaktiker sieht Nonnenmacher den „Beutelsbacher Konsens“ kritisch, insbesondere weil mit dessen Begriff des „Überwältigungsverbotes“ politisches Handeln als „Aktionismus“ diffamiert werden kann und weil allzu häufig unter diesem Signum das Heraushalten und eine Einerseits-Andererseits-Beliebigkeit als Tugenden erscheinen.
In der Lehrerbildung sieht Nonnenmacher einen Widerspruch zwischen der Adaption herrschender Routinen in der Novizenausbildung (zum Beispiel im „Praxissemester“) und einer wissenschaftlich angeleiteten Feldforschung. Man dürfe diese beiden Funktionen einer Praxisbegegnung nicht vermischen, denn jede Form habe ihre je spezifischen Ziele, die nicht gleichzeitig erreichbar seien.
Über mehrere Jahre hat Frank Nonnenmacher zusammen mit anderen Frankfurter Wissenschaftlern in europäischen Ländern Unterrichtshospitationen durchgeführt, Rahmenbedingungen recherchiert und Interviews geführt, um unterschiedliche Lernkulturen der Politischen Bildung zu identifizieren.

### Politisches Handeln von Schülern
Seine Erfahrungen mit einer Lehrergeneration, die ihre Werte in der NS-Zeit vermittelt erhalten hatte, ließen in Nonnenmacher zwei Vorstellungen wachsen: ein anderer Lehrer zu werden als jene, und kommende Generationen aufzuklären über Recht und Unrecht, soziale Bedingungen und die Notwendigkeit des politischen Engagements.
Frank Nonnenmacher beschäftigte sich zu Beginn seiner wissenschaftlichen Karriere mit der Frage, wie man Politische Bildung in der Schule praxisorientierter gestalten kann. Aus seiner Sicht ergibt sich in der Praxis ein fundamentaler Unterschied zwischen Anspruch und Wirklichkeit von Lehrplänen. Politische Bildung beschränkt sich in der Praxis oft im Wesentlichen auf die Komponenten „Sehen“ und „Beurteilen“. Die dritte Komponente, nämlich die des Handelns, bleibt dabei auf der Strecke. Den Schülern wird dabei viel theoretisches Wissen vermittelt, ohne es für sie konkret erfahrbar zu machen.
In seiner Dissertation aus dem Jahre 1984 unternimmt Nonnenmacher einen Versuch, eine Konzeption für „auf Handlungsfähigkeit basierende Politische Bildung“ zu entwickeln.

### Analyse neuerer Sozialkundebücher
Auf diese These aufbauend untersuchte er in seinem Buch „Schulbücher in der Kritik. Analyse neuer Sozialkundebücher“ zehn Sozialkundebücher. Die Untersuchung fand mit qualitativer Methode statt, das heißt, dass es im Wesentlichen um die Einschätzung geht, welche Wirkung die Materialien der Schulbücher auf die Schüler haben. Folglich geht es darum, die methodisch-didaktische Konzeption herauszuarbeiten. In Verbindung zu seiner Dissertation fragt Nonnenmacher vor allem danach, ob ein Buch nur zentrale Begriffe und Thesen vermitteln möchte oder die Schüler auch zur Selbstreflexion der eigenen Arbeit ermutigt.
Im Ergebnis ergeben sich für ihn drei Gruppen von Schulbüchern:
1. die gesellschaftliche Konflikte lösungsorientiert ansprechen und einen schüleraktiven Unterricht fördern
2. die zentrale Themen der politischen Bildung weitestgehend anschaulich darstellen, aber im Wesentlichen den Charakter einer Materialsammlung haben
3. die gesellschaftliche Fragestellungen auf eine ideologisch eingeschränkte Art und Weise darstellen und somit den Schülern nicht die Freiheit zur Entwicklung eigener Weltbilder lassen.

In Büchern aus Gruppe 2 und 3 fehle der von ihm entwickelte didaktische Ansatz eines praktischen, politischen Handelns des Schülers.

### Biographie-Projekt und Einsatz für verleugnete Opfer des Nationalsozialismus
Nonnenmacher befasste sich auch mit der Biographie von KZ-Häftlingen, die als „Asoziale“ oder „Berufsverbrecher“ mit grünem oder schwarzen Winkel Opfer des Nationalsozialismus wurden, und deren stigmatisierenden Kennzeichnungen. Er schrieb eine historisch-politische Doppelbiografie „DU hattest es besser als ICH - Zwei Brüder im 20. Jahrhundert“ über seinen Onkel Ernst Nonnenmacher und seinen Vater Gustav Nonnenmacher. Ausgehend von diesen biographischen Erfahrungen setzte er sich für die Anerkennung der jahrzehntelang diskriminierten NS-Opfer ein und war Initiator eines Appells, der letztlich zur Anerkennung der Opfer durch den Bundestag im Jahr 2020 beitrug. Er ist Mitbegründer und 1. Vorsitzender des 2023 gegründeten Vereins vevon – Verband für das Erinnern an die verleugneten Opfer des Nationalsozialismus.

## Bibliographie der wichtigsten Werke
- Frank Nonnenmacher (Hrsg.): Die Nazis nannten sie »Asoziale« und »Berufsverbrecher« Geschichten der Verfolgung vor und nach 1945, Campus Verlag, ISBN 978-3-593-51838-1[19]
- Frank Nonnenmacher, DU hattest es besser als ICH. Zwei Brüder im 20. Jahrhundert. VAS Bad Homburg 2014
- Benedikt Widmaier, Frank Nonnenmacher (Hrsg.): Partizipation als Bildungsziel. Politische Aktion in der Politischen Bildung. Schwalbach/TS. 2011
- Benedikt Widmaier, Frank Nonnenmacher (Hrsg.): Active Citizenship Education. Internationale Anstöße Politischer Bildung. Schwalbach/Ts. 2011
- Frank Nonnenmacher (Hrsg.): Unterricht und Lernkulturen. Eine internationale Feldstudie zum Themenbereich Migration. Schwalbach/Ts. 2008
- Frank Nonnenmacher: Politisches Lernen in der Schule. Begründung einer fachdidaktischen Konzeption (Frankfurter Manuskript) 1999
- „Praxis Politik“, Auferstanden aus Ruinen – Politik und Alltag 1945 – 49 (Heft 3/98)
- Frank Nonnenmacher (Hrsg.): Schulbücher in der Kritik. Analyse neuerer Sozialkundebücher. Marburg 1994
- Frank Nonnenmacher, Weinheim [u. a.]: Politisches Handeln von Schülern: eine Untersuchung zur Einlösbarkeit eines Postulats der politischen Bildung. Beltz, 1984

## Ehrenamtliches Engagement
- Von 2003 bis 2009 war Nonnenmacher Vorsitzender der Jury des Frankfurter Friedenspreises für Schulen.
- Als Vertrauensdozent der Rosa-Luxemburg-Stiftung berät und begutachtet Nonnenmacher Stipendiaten.
- Nonnenmacher ist Mitglied der Gewerkschaft Erziehung und Wissenschaft (GEW) und der Deutschen Vereinigung für Politische Bildung.
- Nonnenmacher arbeitet gemeinsam mit seiner Frau in Südfrankreich in einem 2010 gegründeten lokalen Kulturverein (CVPHA) mit.